# Chloroclystis jansei
Chloroclystis jansei là một loài bướm đêm trong họ Geometridae.